# Bahnhof Genève-Cornavin
Der Bahnhof Genève-Cornavin (französisch auch nur Gare de Cornavin) ist der Hauptbahnhof der Stadt Genf. Mit täglich rund 156'000 Reisenden ist er der drittgrösste Bahnhof der Schweiz. Die SBB bezeichnen den Bahnhof schriftlich als Genève, die SNCF als Genève-Cornavin. Auf den blauen Bahnhofschildern, an den Perrondächern usw. steht die SBB-Schreibweise Genève.
Der Bahnhof befindet sich an den Grenzen der Genfer Quartiere Saint-Gervais, Les Grottes und Les Pâquis. Der gleichnamige Platz vor dem Bahnhof, La Place de Cornavin, ist ein wichtiger Knotenpunkt der Transports publics genevois, der städtischen Verkehrsbetriebe. Neben den Omnibussen halten hier auch Strassenbahnen. Unter dem Platz befindet sich eine öffentliche Parkgarage.

## Geschichte
Die Standortwahl des Bahnhofs fiel in der zweiten Hälfte des 19. Jahrhunderts, während der Planung der Bahnstrecke Genf–Lyon. Nachdem man mehrere Standorte angeschaut hatte, entschied man sich, den Bahnhof an den damaligen Stadtrand zu setzen, um die Anwohner vor dem Lärm und den Abgasen zu schützen und damit die Stadt nicht in zwei Teile geschnitten wird.

Bahnhof Cornavin nach dem Brand

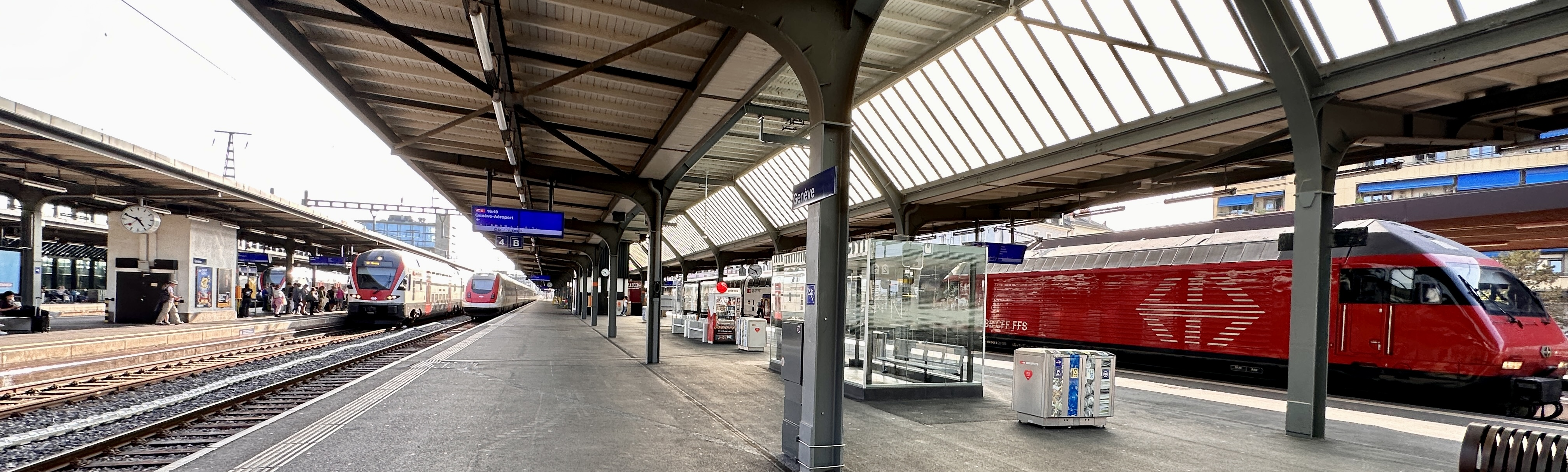
Die Bahnsteige des Genfer Hauptbahnhofs von Gleis 4 aus. Rechts, Gleis 6, zieht eine Re 460 den IR15 nach Luzern. In der Mitte, auf Gleis 4, fährt ein RABDe 500 auf dem IC5 von Neuchâtel in Richtung Genf Flughafen ab. Daneben, auf Gleis 3, steht ein RABe 511 auf dem RE nach Vevey zur Abfahrt bereit. Ganz links, auf Gleis 2, fährt eine RABe 522 auf der L4 vom Léman Express Netz nach Annemasse.

Im Rahmen einer dreitägigen Feier wurde die Strecke und der Bahnhof zwischen dem 16. und dem 18. März 1858 eröffnet. Während der Zeit, als der Bahnhof noch in Hand der PLM lag, wurde der Bahnhof zweimal, 1873 und 1893, erweitert. Durch ein Feuer am 11. Februar 1909 brannte der Bahnhof bis auf seine steinernen Grundmauern ab. Kurze Zeit später, 1912, übernahmen die Schweizerischen Bundesbahnen den Bahnhof. Am 22. Dezember 1925 elektrifizierte diese die Bahnstrecke Lausanne–Genf.
Nachdem am 28. April 1919 während der Pariser Friedenskonferenz entschieden worden war, den Sitz des Völkerbundes nach Genf zu legen, brachen in der ganzen Stadt Genf zahlreiche Arbeiten an. In diesem Zusammenhang wurde der Bahnhof Cornavin nach Plänen des Architekten Julien Flegenheimer mit Skulpturen von Jakob Probst im Giebel errichtet. Die Haupthalle wurde schon 1929 eröffnet, die restlichen Arbeiten wurden 1931 fertiggestellt.
Auf der nach Frankreich führenden Strecke wurde am 27. September 1956 zwischen Culoz und dem Bahnhof der elektrische Betrieb aufgenommen. Die Strecke wurde aber statt nach Schweizer Norm mit der französischen Norm von 1500 V Gleichspannung elektrifiziert, was der SBB-Strecke zwischen Genf und La Plaine eine Spezialität bescherte. Speziell dafür wurde 1956 eine neue Fahrzeugserie beschafft, die beiden BDe 4/4 II, welche an die französische Spannung angepasst waren. 1995 wurde diese Fahrzeugserie von fünf Bem 550 abgelöst. Die Fahrzeuge wurden für den Regionalverkehr verwendet, der Fernverkehr auf dieser Strecke wird durch die Société nationale des chemins de fer français abgewickelt. Seit 1956 besitzt der Bahnhof zwei unterschiedliche Oberleitungsspannungen und ist somit ein Systemwechselbahnhof. Über einem Teil der Bahnhofsgleise kann die Oberleitung zwischen den beiden Systemen umgeschaltet werden. Die Mehrheit der Gleise kann aber nur mit einer Spannungsart eingespeist werden, weshalb für den Rangierdienst die Ee 3/3 IV zum Einsatz kommen, die unter beiden Systemen fahren können. Nach längeren Vorbereitungen wurde der bisherige Gleichspannungsbereich zwischen dem 15. Juli und dem 24. August 2014 auf den Betrieb mit 25 Kilovolt 50 Hertz Wechselspannung umgestellt.
Am 18. Februar 1987 prallte ein aus La Plaine gekommener BDe-4/4-II-Pendelzug in einen Prellbock, dabei wurden 16 Personen verletzt.
Im Rahmen des RailCity-Konzeptes der SBB wurde der Bahnhof in ein «attraktives und modernes Servicezentrum» umgewandelt. Hierfür wurde 2004 der Westflügel des Bahnhofs renoviert und der Rest des Gebäudes zwischen 2010 und 2014 modernisiert. Die historische Aussenfassade wurde beibehalten. Seit dem Umbau beherbergt der Bahnhof über 40 Geschäfte, Bars und Restaurants sowie eine Polizeistation.
Im Juni 2018 startete die erste Etappe des Léman Express. Am 15. Dezember 2019 nahm dieses S-Bahn-Netz mit der Eröffnung der Neubaustrecke CEVA seinen Vollbetrieb auf.

### Zukunft
Damit das Angebot des Léman Express nach 2020 weiter ausgebaut werden kann, müssen zuerst die verschiedenen Teilprojekte von Léman 2030 zwischen Lausanne und Genf realisiert werden, so auch der geplante zweispurige Tiefbahnhof unter dem Bahnhof-Cornavin.

## Betriebliches
Als Endbahnhof zweier Linien hat sich auch in Genf ein Unterhaltsstandort ausgebildet. Das Depot wurde zwar von Anfang an für beide Bahngesellschaften, die LG (später PLM, SNCF) und die GV (später LFB, OS, JS, SBB), erbaut, wobei allerdings die Gleise klar einer Gesellschaft zugewiesen waren und es sich damit also um zwei Depots unter einem Dach gehandelt hat. Das Depot befindet sich in Richtung Lausanne auf der westlichen (vom See abgewandten Seite) der Strecke, dazwischen liegen die Abstellgleise der SNCF. Bei den SBB, während der Zeit des Kreises I, war die Depotwerkstatt zwar offiziell immer dem Depot Lausanne unterstellt (es gab keine [Strecken-]Lokomotivzuteilung Depot Genf, Ausnahmen waren die Gleichstromtriebwagen), sie wurde aber relativ selbständig geführt. Das Zugspersonal und die Lokomotivführer der SBB wurden immer eigenständig verwaltet. Während sich die SNCF weitestgehend zurückgezogen hat (der Rückzug begann mit der Elektrifizierung ihrer Strecke) und sie in Genf nur noch einen Personalstandort hat, wurde er für die SBB das wichtigste Unterhaltszentrum für die InterCity-Neigezüge und gehört heute zur Division Personenverkehr.

### Zugverkehr

#### Fernverkehr
- Genève – Bellegarde (Ain) – Paris Gare de Lyon   (TGV Lyria)
- Genève – Brig – Milano Centrale (– Venezia S. L.)   TT
- Genève-Aéroport - Lausanne - Bern -Zürich HB - Chur verkehrt nur zweimal täglich am Wochenende
- 1 Genève-Aéroport – Bern – Zürich HB – St. Gallen   BZ FS RZ
- 5 Lausanne – Biel/Bienne – Zürich HB ( – St. Gallen/Rorschach)  TT FZ BZ FS RZ , im Sommer zusätzlich , Lausanne–Zürich HB stündlich, mit Verlängerung zur Hauptverkehrszeit nach St. Gallen, Genève–Rorschach stündlich
- 15 Genève-Aéroport – Lausanne – Bern – Luzern
- 57 Genève-Aéroport - Neuchâtel
- 90 Genève-Aéroport – Lausanne – Brig
- 95 Genève-Aéroport – Lausanne – Brig

#### Regionalverkehr
- RE Annemasse/Genève-Aéroport – Genève – Lausanne –  Vevey (– Saint-Maurice)
- L 1 Coppet – Genève – Annemasse – Évian-les-Bains
- L 2 Coppet – Genève – Annemasse (Richtungswechsel) – Annecy
- L 3 Coppet – Genève – Annemasse (Richtungswechsel) – Saint-Gervais-les-Bains-Le Fayet
- L 4 Coppet – Genève – Annemasse
- L 5 Genève – La Plaine
- L 6 Genève – La Plaine – Bellegarde (Ain)
- TER Bellegarde (Ain) – Évian-les-Bains/Saint-Gervais-les-Bains-Le Fayet, Annecy – Saint-Gervais-les-Bains-Le Fayet und Genève – Bellegarde (Ain) – Lyon/Grenoble – Valence

#### Nachtverkehr
- NC Cirque – La Plaine-Gare / Vernier-Village / Signal / Forumeyrin
- ND Gare Cornavin – Gland-Gare (VD)
- NK Gare Cornavin – Jussy-Meurets / Monniaz-Hameau
- NM Gare Cornavin – Avusy-Village
- NO Gare Cornavin – Veyrier-École / Bardonnex
- NP Gare Cornavin – Corsier-Village
- NS Gare Cornavin – Hermance-Village
- NT Bel-Air – Bogis-Bossey

## Besonderes
Bei Ansagen des SBB-Bahnpersonals und Kennzeichnung der SBB-Züge, die i. d. R. bis zum Flughafen weiterfahren, wird der Bahnhof nicht ausdrücklich aufgeführt. Zu beachten ist aber, dass es sich um eine Doppeldeutung handelt; die Züge fahren zuerst Genf (Cornavin/Hauptbahnhof) an und dann erst den Flughafen. Ob die Durchsagen und Aufschriften «[…] Genève Aéroport» nun als «der Zug fährt via […] über Genf bis zum Flughafen» oder eher als «der Zug fährt via […] bis zum Genfer Flughafen (wobei der Halt am Genfer Hauptbahnhof auch abgedeckt ist)» interpretiert werden soll, ist dem Passagier selbst überlassen.

## Wichtige Daten
- 18. März 1858: Eröffnung der doppelspurigen Strecke Seyssel–La Plaine–Genève durch die Eisenbahngesellschaft Lyon Genève LG (ab 1. Januar 1862 PLM, ab 1. Januar 1938 SNCF)
- 25. Juni 1858: Eröffnung der Strecke Genève–Versoix durch die Eisenbahngesellschaft Genève–Versoix GV (ab  1. August 1858 LFB, ab 1. Januar 1872 SO, ab 28. Juni 1881 SOS, ab 1. Januar 1890 JS, ab 1. Mai 1902 SBB)
- 1868: Doppelspuriger Ausbau der Strecke Genève–Gland
- 11. Februar 1909: Vollbrand des Bahnhofsgebäudes
- 22. Dezember 1925: Elektrifizierung der SBB-Strecke Renens–Genève mit 15'000 V, 16 2⁄3 Hz
- 27. September 1956: Elektrifizierung der SNCF-Strecke Culoz–Genève mit 1500 Volt Gleichstrom
- 27. September 1984: Inbetriebnahme der Gleise 7 und 8 mit neuem Perron für die Züge von und nach Frankreich
- 18. Mai 1986: Neues Gleis, inklusive Tunnel Saut-de-Mouton (1734 Meter), in Betrieb genommen zwischen Genf und Abzweigung La Châtelaine für Züge von und nach Frankreich. Start der Umstellung der bestehenden Strecke auf Wechselstrom als Teil der Flughafenanbindung.
- 31. Mai 1987: Eröffnung der doppelspurigen SBB-Strecke Genève-Abzweigung La Châtelaine–Genève Aéroport (15'000 V, 16 2⁄3 Hz)
- Juli/August 2014: Umstellung der RFF/SBB-Strecke Bellegarde–Genève auf 25'000 V, 50 Hz